# 長命寺

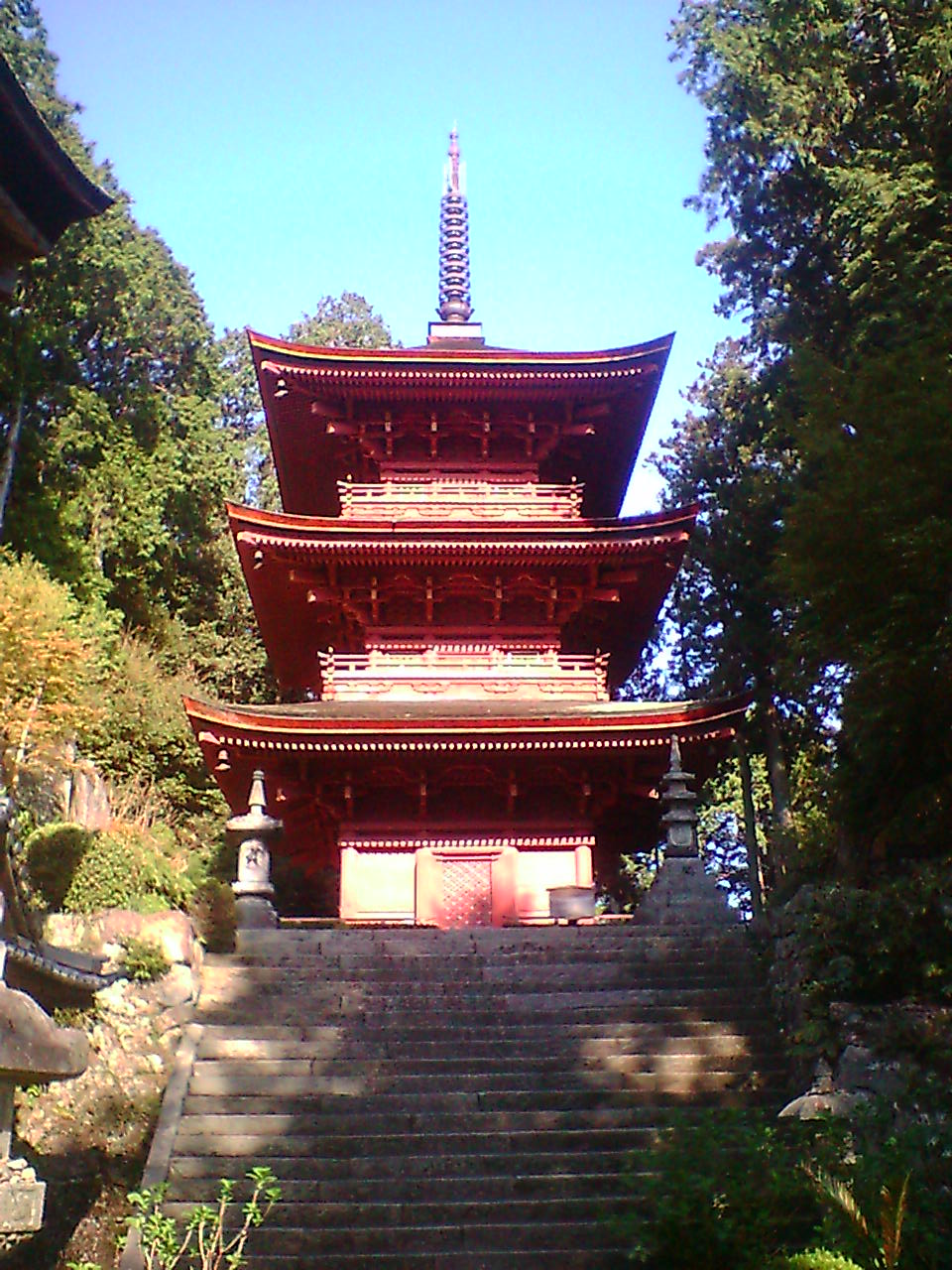
三重塔（重要文化財）

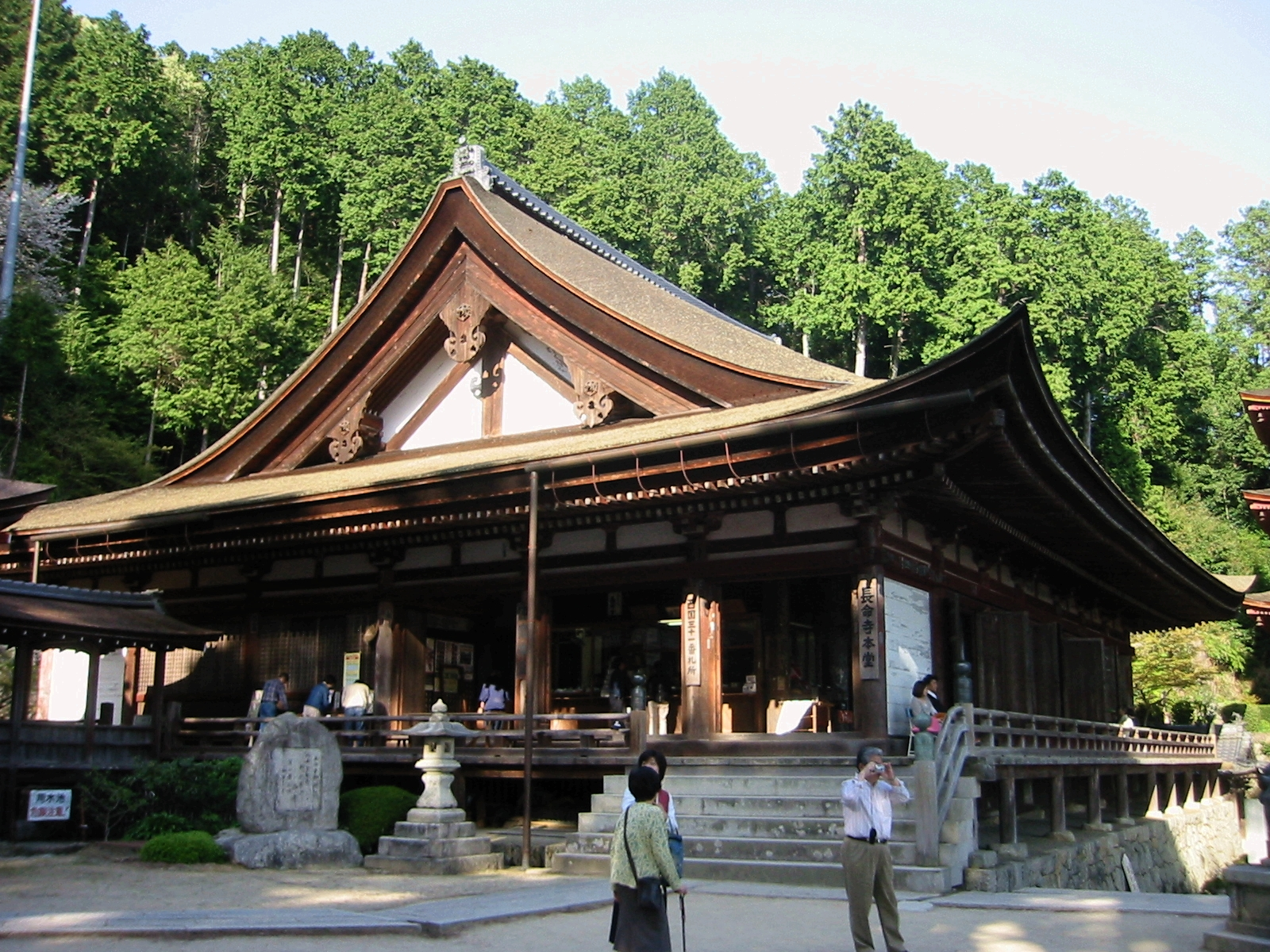
本堂（重要文化財）

長命寺（ちょうめいじ）は、滋賀県近江八幡市長命寺町にある天台宗系単立の寺院。山号は姨綺耶山（いきやさん）。本尊は千手観音、十一面観音、聖観音の三尊を千手十一面聖観世音菩薩としたもの。聖徳太子の開基と伝わる。西国三十三所第31番札所。2015年（平成27年）4月24日に「琵琶湖とその水辺景観－ 祈りと暮らしの水遺産 」の構成文化財として日本遺産に認定された。
本尊真言：おん ばざら たらま きりく そわか
ご詠歌：八千年（やちとせ）や柳に長き命寺（いのちでら） 運ぶ歩みのかざしなるらん

## 歴史
琵琶湖畔にそびえる長命寺山（標高333メートル）の南西の山腹標高約250メートル辺りに位置している。かつての巡礼者は西国三十三所第30番札所の竹生島宝厳寺から麓の港に船で上陸し、当寺に参詣した。
当寺の伝承によれば、12代景行天皇の時代に武内宿禰がこの地で柳の木に「寿命長遠諸願成就」と彫り長寿を祈願した。このため宿禰は300歳の長命を保ったと伝えられる。その後、推古天皇27年（619年）に聖徳太子がこの地に赴いた際、宿禰が祈願した際に彫った文字を発見したという。これに感銘を受けてながめていると白髪の老人が現れ、その木で仏像を彫りこの地に安置するよう告げた。太子は早速十一面観音を彫りこの地に安置し、当寺が創建された。太子は宿禰の長寿にあやかって当寺を長命寺と名付けた、と伝えられている。その名の通り、参拝すると長生きするといい伝えられている。
この後、承和3年（836年）に頼智により中興されたという。
実際の創建年次や創建の事情については未詳であり、確実な史料における長命寺の寺号の初見は、承保元年（1074年）3月2日付の「奥島庄司土師助正畠地寄進状」という文書である。
元暦元年（1184年）に佐々木定綱が三日平氏の乱で戦死した父佐々木秀義の菩提を弔うために、三仏堂を建立したのを皮切りに、平安時代後期に本堂をはじめ、釈迦堂、薬師堂、太子堂、護摩堂、宝塔、鐘楼、仁王門などを建立し、伽藍が整った。以降は鎌倉時代を通じて近江守護佐々木六角氏の崇敬を受けている。
当寺には中世以降の文書が豊富に残されている。それによると、中世の当寺は比叡山延暦寺西塔の別院としての地位を保ち、室町時代に入っても変わらずに守護六角氏の崇敬と庇護を受けて栄えた。
しかし、永正13年（1516年）に六角高頼と伊庭貞隆の対立による兵火・伊庭氏の乱により伽藍が全焼するが、その後、堂宇は再建されていき、織田信長や豊臣秀吉の庇護を受けている。
当寺は近江八幡市の市街地の北方、琵琶湖岸にそびえる長命寺山の頂上近くの南側山腹にあるが、この地は1951年（昭和26年）に当時の八幡町に編入されるまでは蒲生郡島村であった。長命寺山の東側には大中之湖干拓地が広がっているが、干拓以前の島村は文字通りの島であった。長命寺山の麓の船着場は安土への水路である長命寺川の入口にもあたり、交通の要衝でもあった。
元禄5年（1692年）の記録によると、19の子院が存在していたが、現在は真静院、妙覚院、穀屋寺のみが残っている。
麓にはかつての鎮守社である日吉神社がある。

## 本尊
「千手十一面聖観世音菩薩三尊一体」、つまり、千手観音、十一面観音、聖観音（しょうかんのん）の3体が当寺の本尊であるとされている。寺伝によると聖徳太子の作であるという。本堂内陣の厨子には中央に千手観音像、向かって右に十一面観音像、左に聖観音像が安置されている（いずれも重要文化財、秘仏）。千手観音像（像高91.8センチメートル）は一木割矧造、素地截金仕上げで、平安時代末期、12世紀頃の作と推定される。十一面観音像（像高53.8センチメートル）は、千手観音像より古い10世紀ないし11世紀の作と推定され、こちらが当初の本尊であった可能性もある。聖観音像（像高67.4センチメートル）は鎌倉時代の作と推定される。これらの像を安置する厨子は前の間と後の間に区分され、後の間には地蔵菩薩立像と薬師如来立像を安置する。
西国三十三所巡礼に関する確実な史料で最古のものとされる『寺門高僧記』所収の行尊の巡礼記（11世紀末頃）では長命寺の本尊を「三尺千手」としており、同じく『寺門高僧記』所収の覚忠の巡礼記（応保元年（1161年））では本尊を「三尺聖観音」とするなど、古い時代に本尊が入れ替わっていることが記録から窺える。
これらの観音像は厳重な秘仏とされ、平素は公開されていない。西国三十三所観音巡礼の中興者とされる花山法皇の一千年忌を記念して2008年（平成20年）から2010年（平成22年）にかけて、西国三十三所の各札所寺院で「結縁開帳」が行われることとなり、長命寺の本尊3体は2009年（平成21年）10月1日から10月31日の間、開扉された。これは1948年（昭和23年）以来、61年ぶりの開扉である。

## 境内
長命寺本堂へは、湖岸から808段の石段の参道を登る。登りには約20分を要するが、現在は本堂近くまで自動車道が整備されている。主要堂宇は屋根を瓦葺きでなく檜皮葺きまたはこけら葺きとしており、独特の境内風景を形成している。本堂裏の「六所権現影向石」や「修多羅岩（すたらいわ）」をはじめ、境内各所に巨岩が露出しており、かつての巨石信仰の名残と考えられている。
- 本堂（重要文化財） - 寺の文書から室町時代・大永4年（1524年）の再建と判明する。入母屋造、檜皮葺き。桁行7間・梁間6間の和様仏堂である（ここでいう「間」は長さの単位ではなく、柱間の数を意味する）。手前の奥行3間分を外陣、後方の奥行3間分を内陣及び後陣とする。内陣須弥壇中央には秘仏本尊を安置する厨子が置かれ、正面には享保16年（1731年）に大仏師村田与惣兵衛によって制作された御前立の千手観音立像が祀られている[10]。厨子外の向かって左に毘沙門天立像（重要文化財）、右に不動明王立像が立つ。厨子も堂と同時代の造営で重要文化財の附（つけたり）指定となっている。渡廊下で三仏堂と繋がっている。
- 六所権現影向石 - 武内宿禰がここに祈りを捧げ、三百歳の長寿を得たという。
- 閼伽井堂
- 護摩堂（重要文化財） - 屋根上の露盤の銘から慶長11年（1606年）の再建と判明する。本堂と三重塔の間に建つ宝形造、檜皮葺き、方三間の小堂。
- 三重塔（重要文化財） - 高欄擬宝珠銘から慶長2年（1597年）の再建と判明する。こけら葺きで全面丹塗（にぬり）とする。和様の一般的な三重塔であるが、初重の両脇間に連子窓を設けず板壁とすること、初重に和様には珍しく腰貫を用いる点が特色である。初重内部は須弥壇を設け、胎蔵界大日如来像（安土桃山時代）と四天王像（鎌倉時代）を安置する。大日如来像は像底の銘から天正17年（1589年）、七条大仏師康住とその子の大弐の作とわかる。本堂の東方、やや小高くなったところに建つ。
- 納札堂
- 三仏堂（重要文化財） - もとは元暦元年（1184年）に佐々木定綱が建立したもの。今の建物は永禄年間（1558年 - 1570年）の再建と推定されるが、江戸時代の寛政5年（1793年）に改造されている。堂内に釈迦如来立像・阿弥陀如来立像・薬師如来立像の三仏を安置する。本堂のすぐ西側に建つ。入母屋造、檜皮葺き、丹塗の堂。
- 渡廊下（三仏堂・護法権現社拝殿の重要文化財附として） - 三仏堂と護法権現社拝殿とを繋ぐ。永禄年間（1558年 - 1570年）の建立。
- 護法権現社 - 本殿は一間社流造で江戸時代後期の建立。長命寺の草創説話にかかわる武内宿禰を祀る。
- 天神詞
- 護法権現社拝殿（重要文化財） - 入母屋造檜皮葺。永禄8年（1565年）頃の建立と推定される。
- 修多羅岩（すたらいわ） - 武内宿禰の神体。
- 宝蔵
- 鐘楼（重要文化財） - 上棟式の際に用いられた木槌に慶長13年（1608年）の銘があり、建立年次が判明する。内部の梵鐘（滋賀県指定有形文化財）は中世にさかのぼるものである。境内西方の高い位置にある。入母屋造、檜皮葺き、重層、袴腰付きの鐘楼。
- 如法行堂 - 勝運将軍地蔵尊・智恵文殊菩薩・福徳庚申尊を祀る。
- 天尊堂 - 拕柷尼天尊（稲荷大明神）を祀る。
- 太郎坊権現社 - 鐘楼のさらに西方にある、長命寺の総鎮守である。ここに祀られる太郎坊とは大天狗の名で、寺の縁起によれば、後奈良天皇の時代に長命寺にいた普門坊なる超人的力をもった僧が、寺を守護するため大天狗に変じたものという。境内の中で最も琵琶湖の展望が良い。
  - 太郎坊権現社拝殿
- 書院
- 庫裏
- 山門（冠木門）
- 禅林院跡 - 塔頭の跡地に祠が残る。
- 真静院 - 塔頭、宿坊。
- 妙覚院 - 塔頭、宿坊。
- 穀屋寺 - 塔頭。かつて寺領から上がる米を納めたところ。

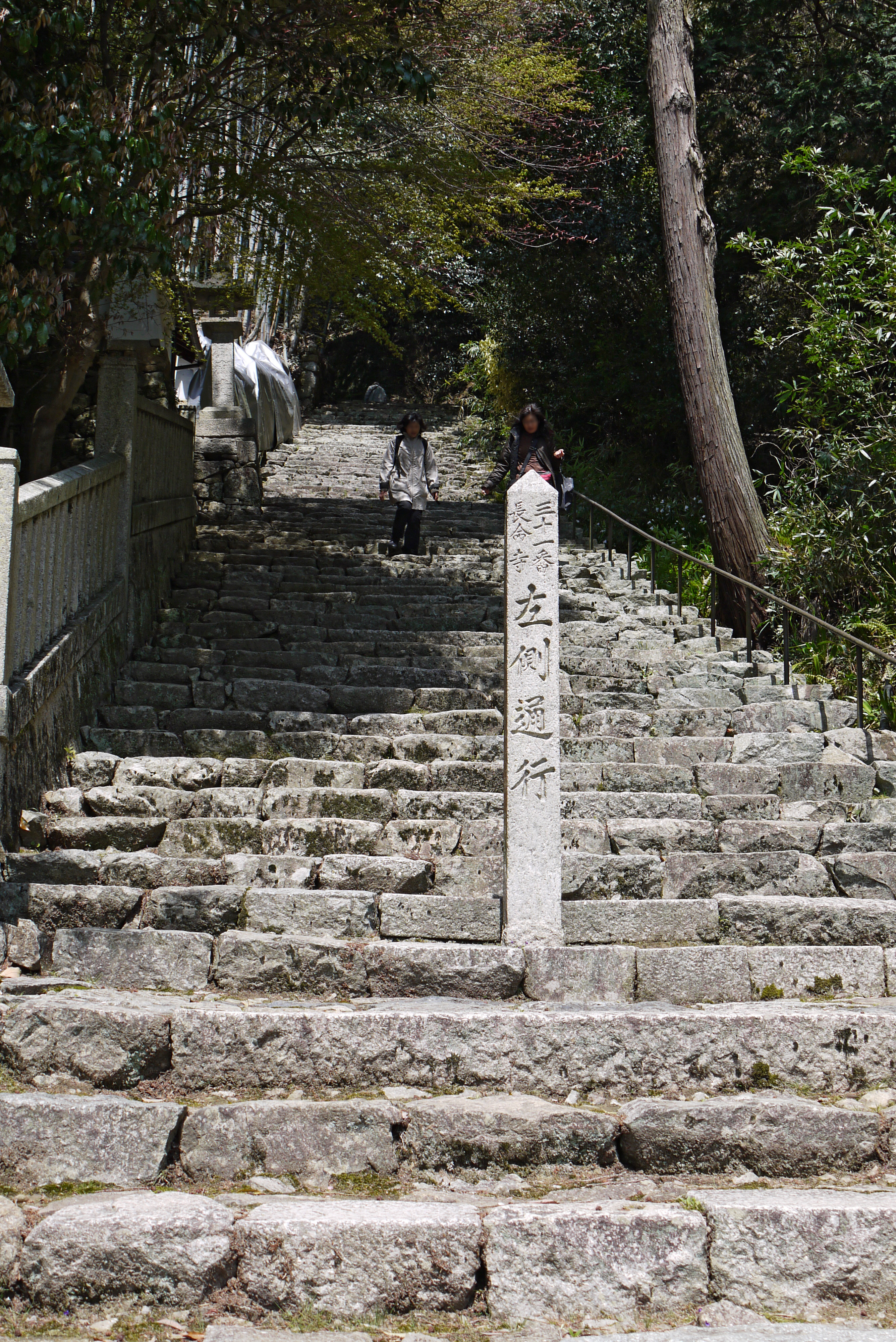
「八百八段」の石段
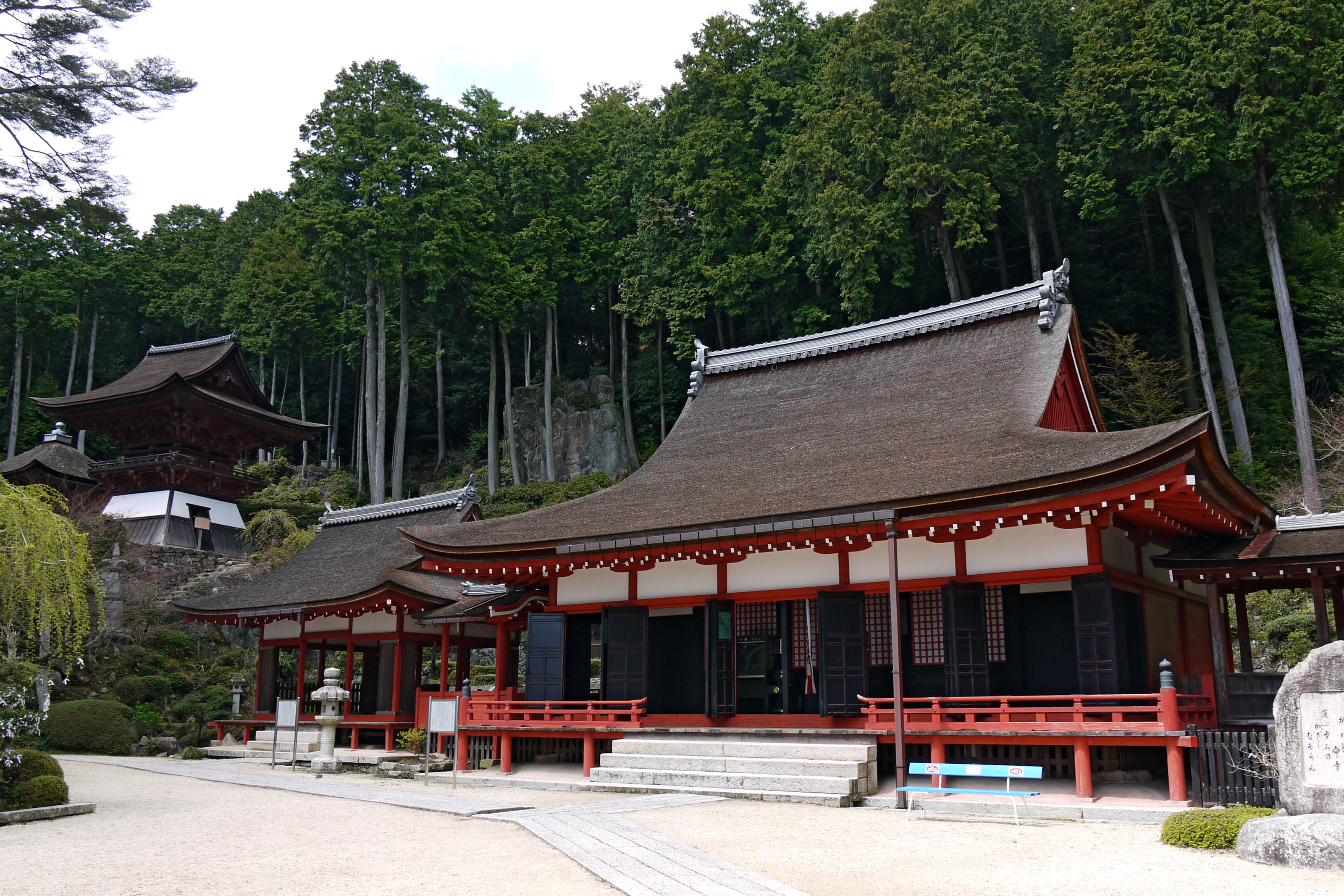
三仏堂、左は護法権現社拝殿、奥は鐘楼
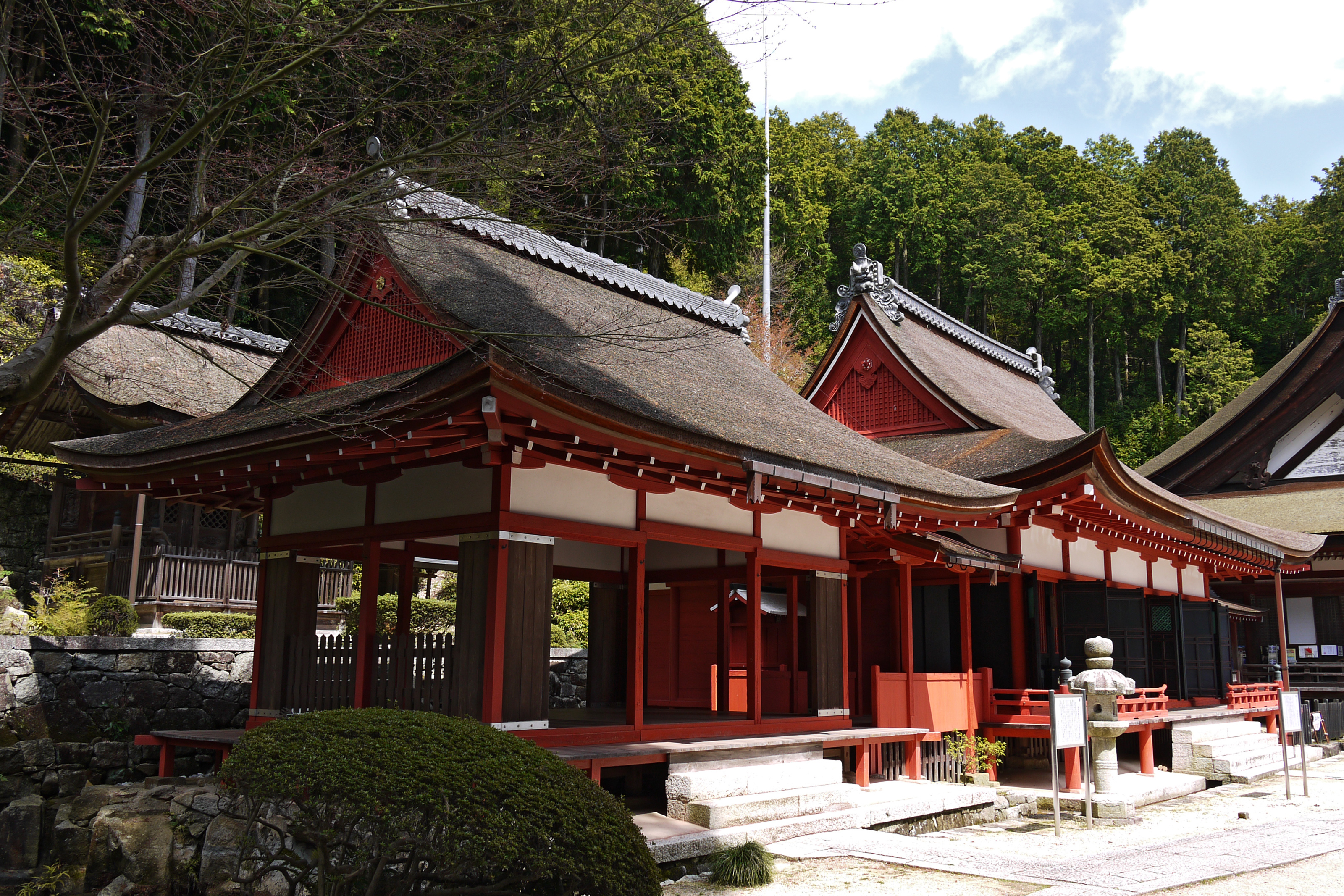
護法権現社拝殿、右は三仏堂
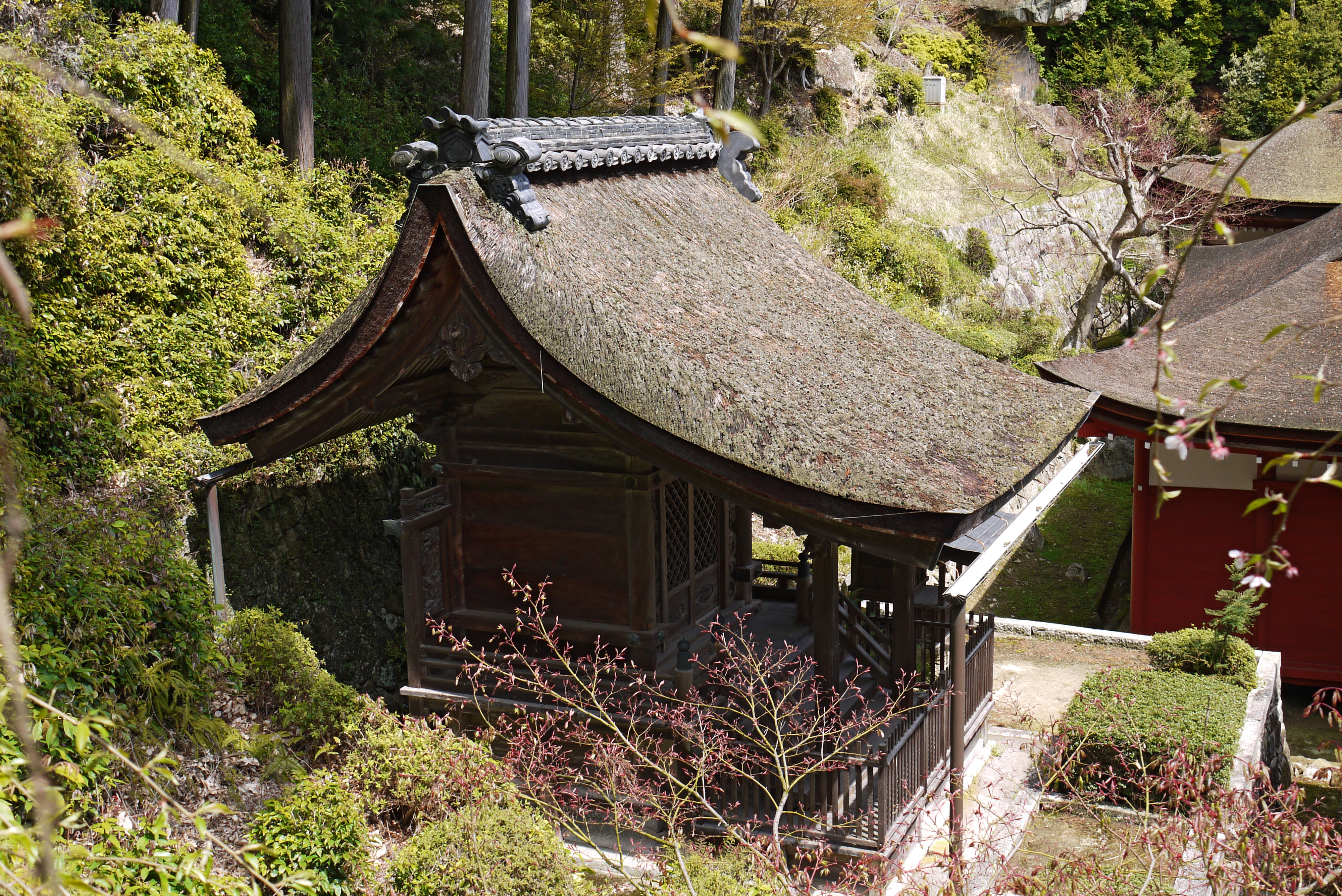
護法権現社本殿
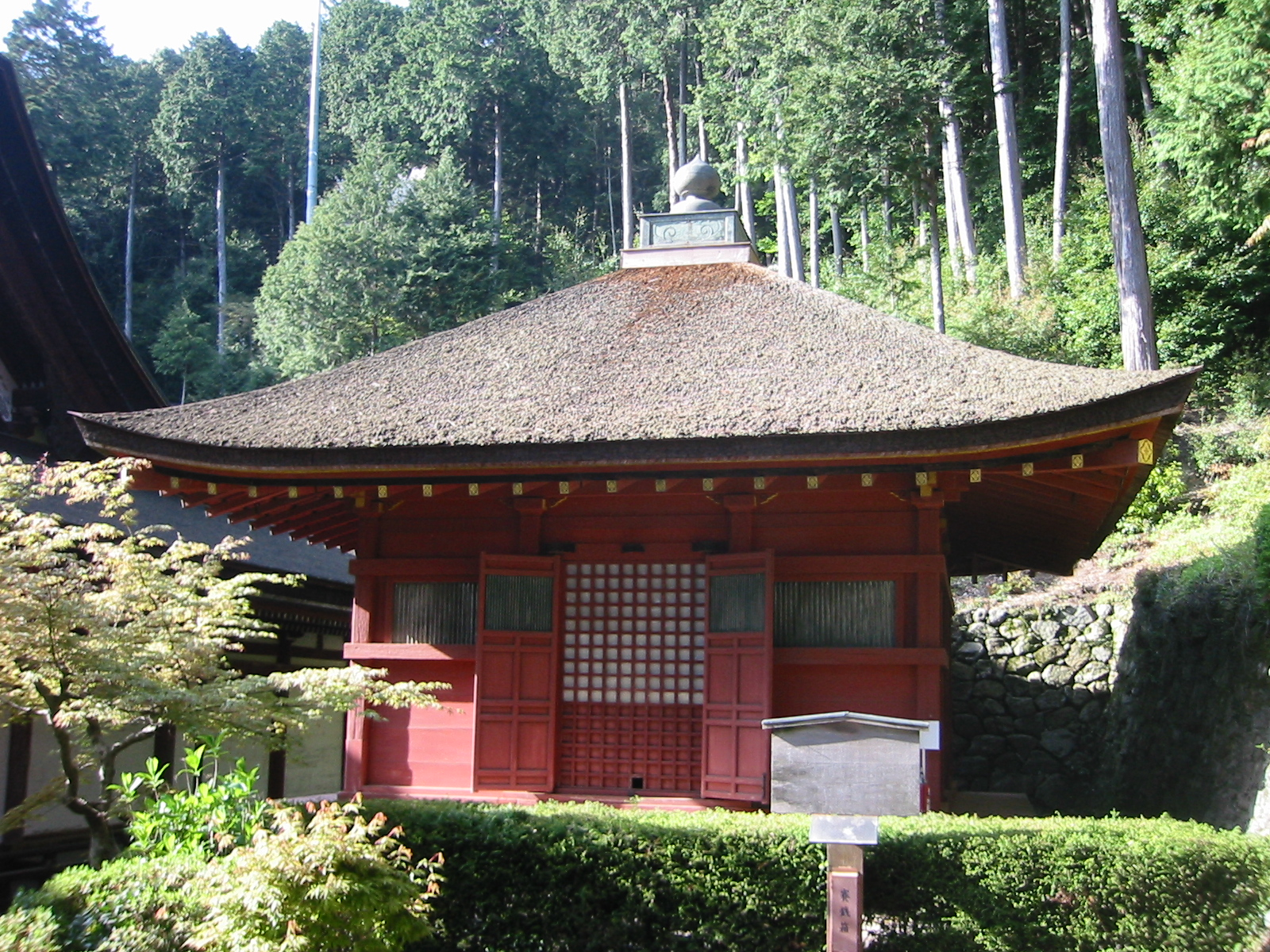
護摩堂
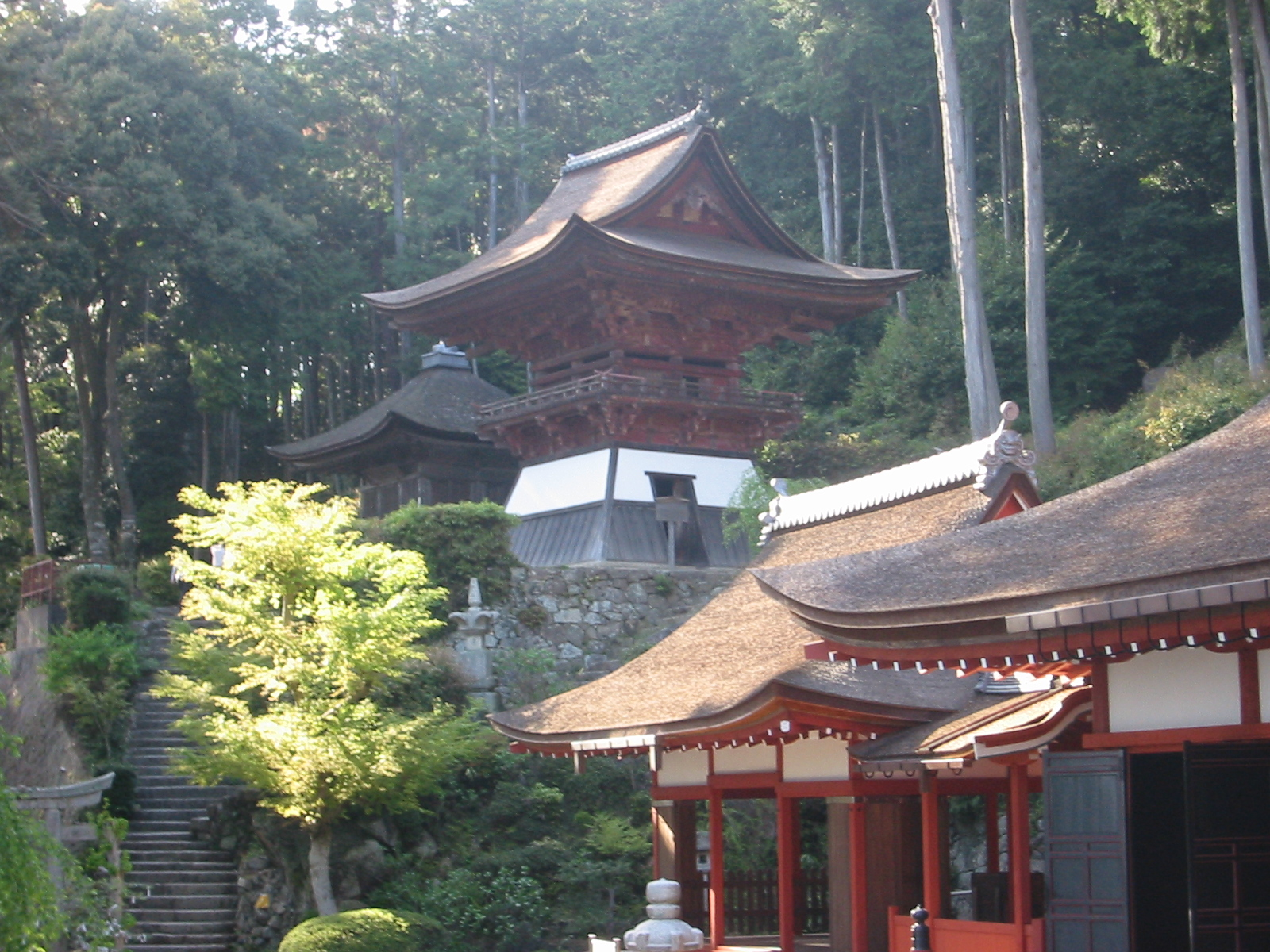
鐘楼（奥）
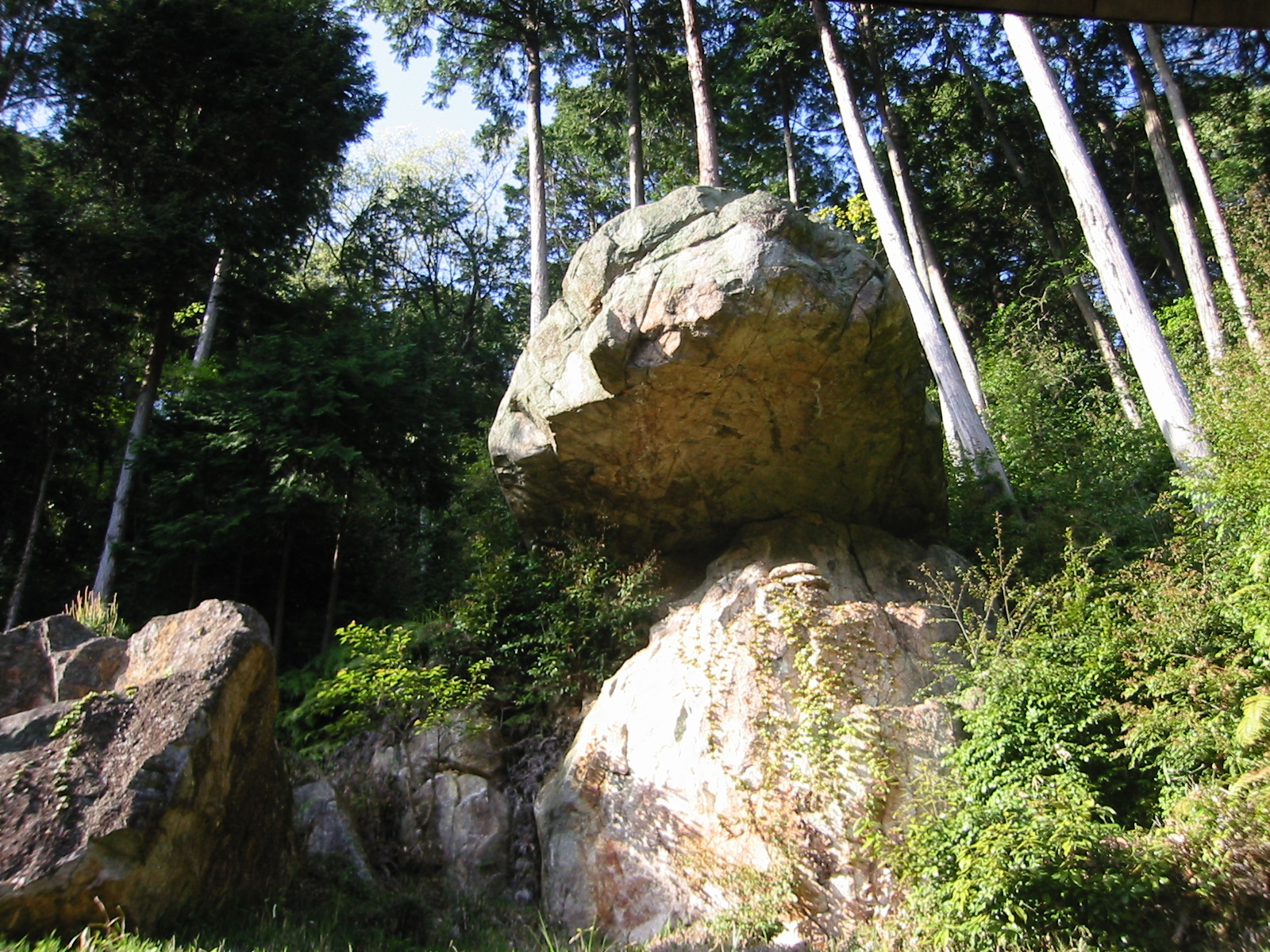
六所権現影向石
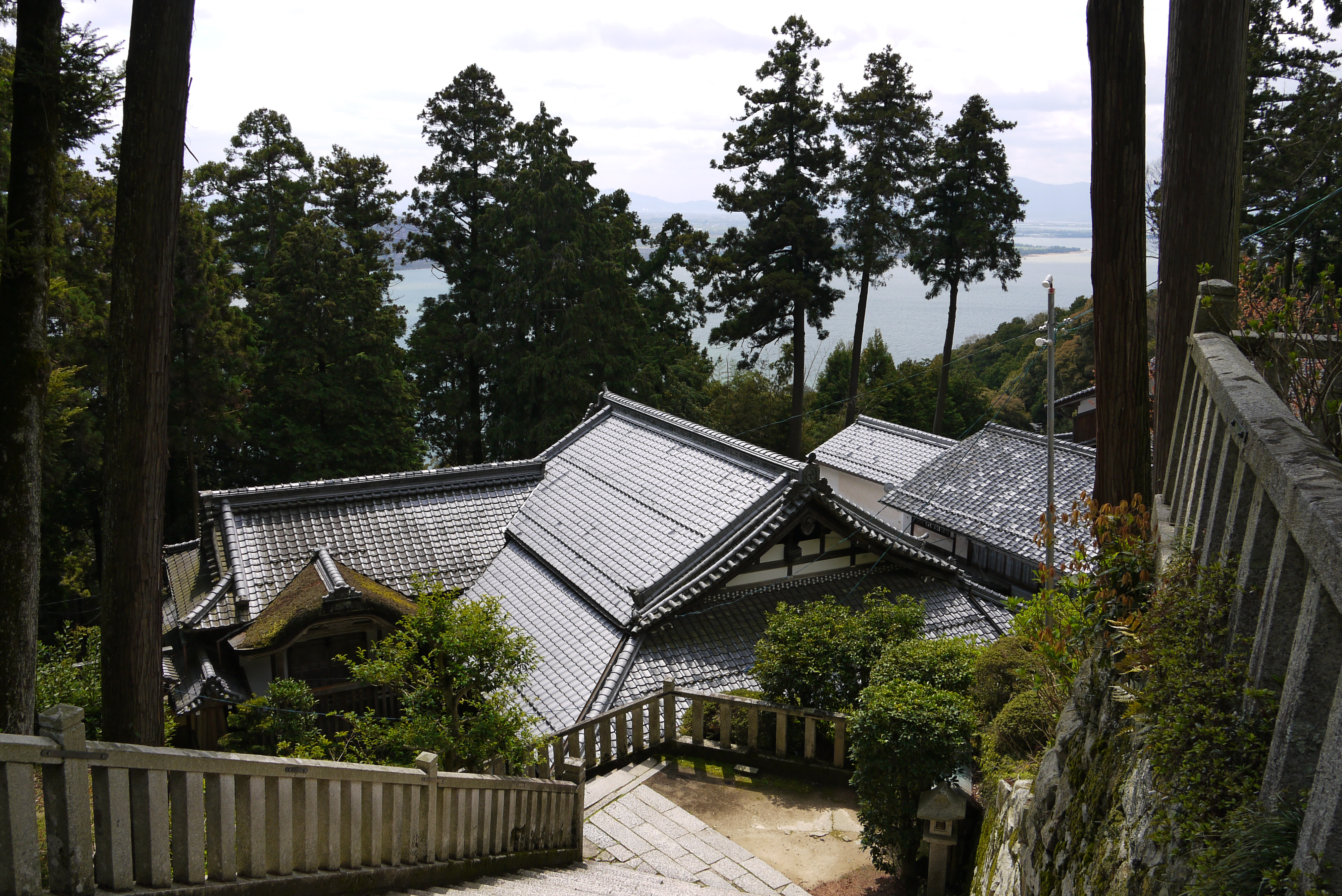
庫裏、背景は琵琶湖

## 文化財

### 重要文化財
- 本堂 附：厨子 - 大永4年（1524年）。
- 三重塔 附：棟札3枚 - 慶長2年（1597年）。
- 鐘楼 附：上棟用木槌・棟札2枚 - 慶長13年（1608年）。
- 護摩堂 - 慶長11年（1606年）。
- 長命寺 2棟 - 室町時代後期。
  - 三仏堂[11]
  - 護法権現社拝殿[11]
  - 附：渡廊下
- 絹本著色紅玻璃阿弥陀像（ぐはりあみだぞう）
- 絹本著色勢至菩薩像
- 絹本著色釈迦三尊像
- 絹本著色涅槃像
- 木造千手観音立像 - 平安時代。
- 木造地蔵菩薩立像 - 建長6年（1254年）栄快作（奈良国立博物館寄託）。
- 木造毘沙門天立像 - 平安時代。
- 木造聖観音立像 - 鎌倉時代。
- 木造十一面観音立像 - 平安時代。
- 金銅透彫華鬘（こんどうすかしぼりけまん）1面 - 寛元元年（1243年）銘。
  - 附：金銅透彫華鬘 5面
- 長命寺文書（4,567通）40巻、982冊、3,085通、47鋪、64綴、143枚[12] 平安時代 - 明治時代。 
  - 附：長命寺参詣曼荼羅 1幅、3鋪
  - 附：観心十界曼荼羅 2鋪

### 滋賀県指定有形文化財
- 梵鐘
- 長命寺文書（5,475点） - 「楽書誤証文」などを含む。鎌倉時代から近代。2008年（平成20年）7月23日指定。

### 近江八幡市指定有形文化財
- 木造四天王立像 - 鎌倉時代。
- 木造大日如来坐像 - 桃山時代。
- 絹本著色山越阿弥陀像 - 鎌倉時代。
- 絹本著色弥勒菩薩像 - 鎌倉時代。
- 絹本著色釈迦三尊像 - 鎌倉時代。
- 紙本著色長命寺参詣曼荼羅 - 江戸時代。
- 黒漆磬架 - 南北朝時代。
- 版本大般若経 - 鎌倉時代。

## 前後の札所
西国三十三所
30 宝厳寺　-　31 長命寺　-　32 観音正寺
聖徳太子霊跡
34 百済寺　-　35 長命寺　-　36 石馬寺
近江西国三十三箇所
20 善勝寺　-　21 長命寺　-　22 石塔寺
びわ湖百八霊場
71 桑実寺　-　72 長命寺　-　73 瑞龍寺
江州三十三観音
27 延命寺　-　28 長命寺　-　29 願成就寺
近江七福神（毘沙門天）
神仏霊場巡拝の道
142 日牟禮八幡宮　-　143 長命寺　-　144 御上神社

## 所在地
- 滋賀県近江八幡市長命寺町157

## アクセス
- JR東海道本線（琵琶湖線）・近江鉄道八日市線（万葉あかね線） 近江八幡駅下車、近江鉄道バスで約20分、長命寺停留所下車。その後、808段の石段を徒歩約20分。
- 自家用車、タクシーならば林道を使って石段を残り100段あまりの所まで行くことができる。なお、石段の下にも駐車スペースがある。

## 拝観料
- 拝観料、駐車料、林道通行料ともすべて無料。